# Абентоєр
Абентоєр (нім. Abentheuer) — громада в Німеччині, розташована в землі Рейнланд-Пфальц. Входить до складу району Біркенфельд. Складова частина об'єднання громад Біркенфельд.
Площа — 6,12 км2. Населення становить 441 ос. (станом на 31 грудня 2020).
Орган управління - муніципалітет, що складається з 8 чоловік.
Згадується вперше в 1350 році. До 1875 року в селищі знаходився металургійний завод, що знайшло відображення на його гербі.